# البريد التونسي

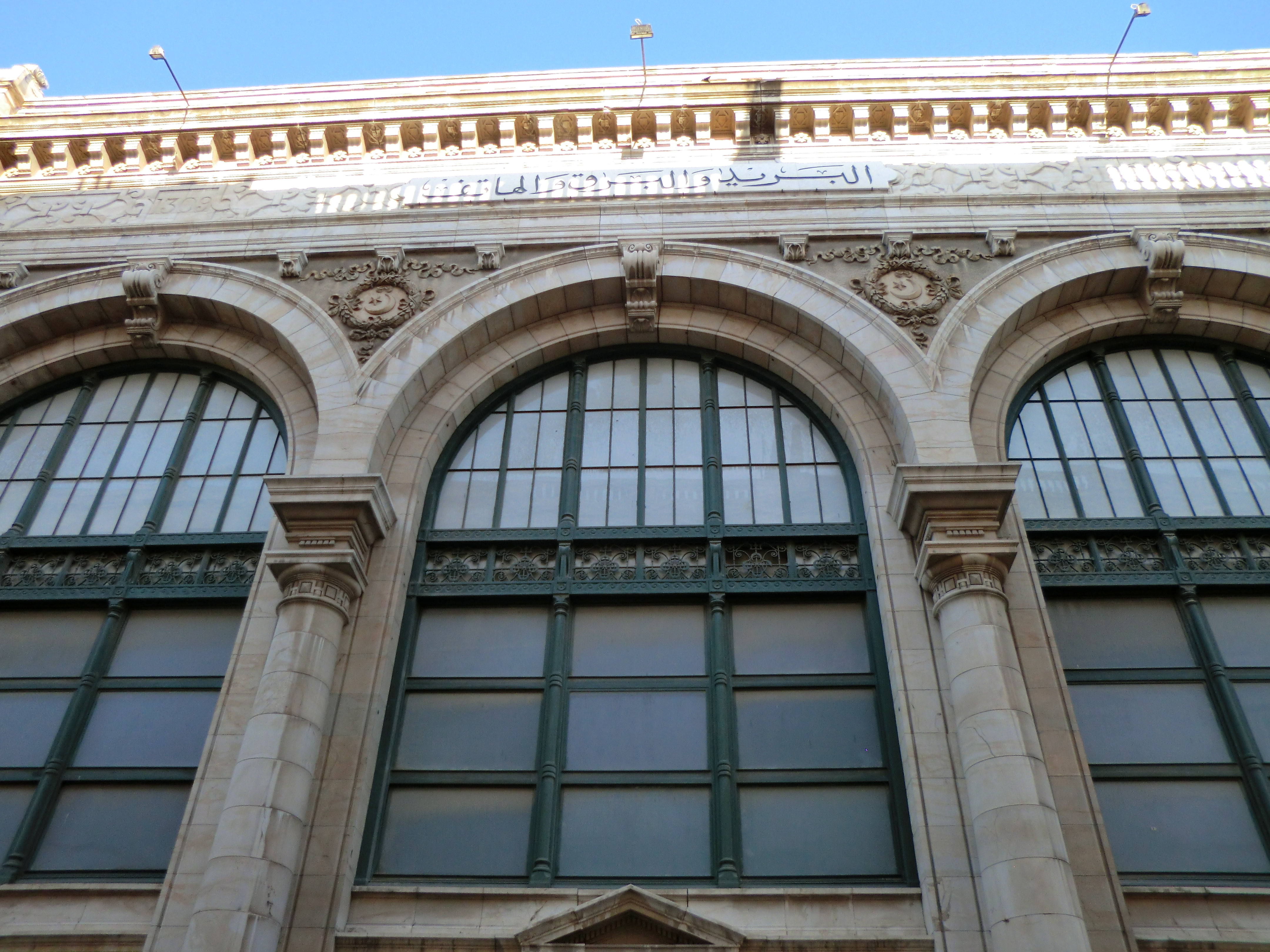
مقر البريد التونسي الرسمي في تونس العاصمة، بني سنة 1891 من قبل المهندس المعماري الفرنسي هنري صلاح الدين.

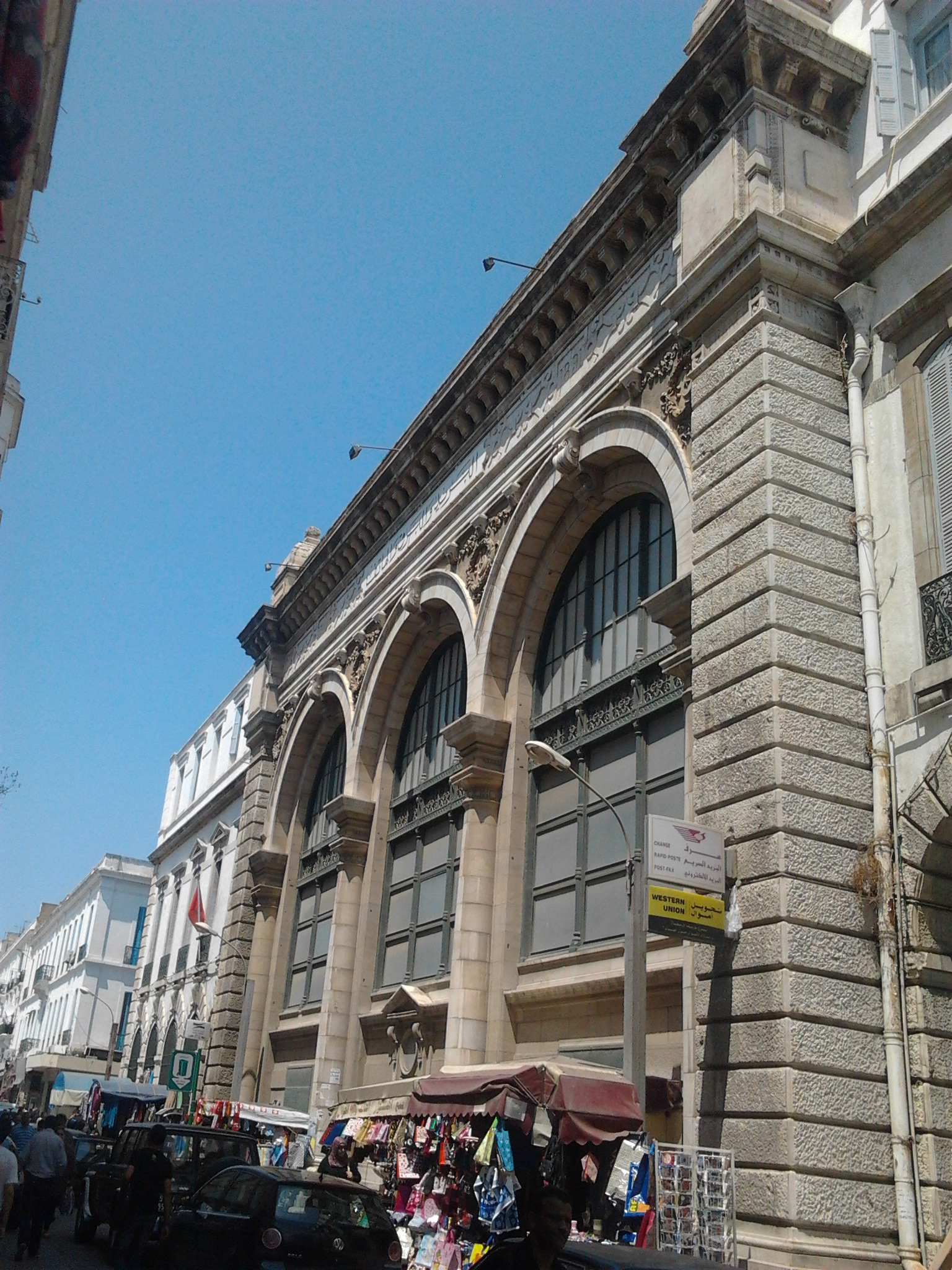
واجهة مقر البريد التونسي الرسمي في تونس العاصمة.

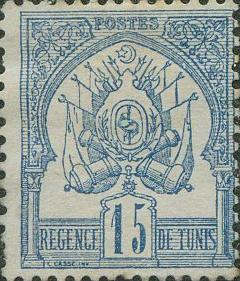
أول طابع بريدي تونسي في 1 يوليو 1888.

البريد التونسي هي الشركة الرسمية لخدمات البريد في الجمهورية التونسية. كان اسمه قبل 15 جوان 1998 البريد والبرق والهاتف.

## تاريخ البريد التونسي
في عام 1847 ظهرت خدمة البريد في تونس وتطورت مع قدوم الاستعمار الفرنسي سنة 1881.
- نظرة سريعة 1847 - 1956 (الاستقلال)
- 1847 : افتتاح أول مكتب للبريد التونسي
- 19 أبريل 1861: اتباع تونس للاتفاقية التلغرافية الموقعة في بروكسل سنة 1858.
- 1 يونيو 1878: انضمام تونس لاتحاد البريد الشامل في فرنسا Union postale universelle .
- 1 يونيو 1888: بعث أول طابع بريدي في تونس
- 1 أبريل 1891: تدشين أول شبكة هاتف بين تونس العاصمة والمرسى[ ؟ ] وحلق الواد.
- 1 فبراير 1893: تدشين أول خط بحري تونس - مارساي
- 1 نوفمبر 1915: أول مكالمة هاتفية بين تونس والجزائر.
- 1 أغسطس 1934: فتح خط هاتفي مع المغرب.

## الرؤساء-المدراء العامون
- 1999 - 2007: الحاج قلاعي
- 2007 - 2009: عادل قعلول
- 2009 - 2012: محمد زهير بصلي
- 2012 - 2013: حمادي الفهري[2]
- 2013 - 2015: نبيل ميداني[3]
- 2015 - 16 مايو 2018: معز شقشوق[4]
- 16 مايو 2018 - الآن: جوهر الفرجاوي[5]

## خدمات البريد التونسي
- البريد العادي
- البريد السريع
- تحويل أموال

الشعار القديم (حتى 2011) للبريد التونسي

- 1847: إنشاء أول توزيع الوظائف في تونس.

14 سبتمبر 1848 : افتتاح أول نظام التلغراف ربط الجوي باردو، المقر الرسمي للحكومة باي، مع تونس وحلق الوادي.
أنشأت 1 أغسطس 1869 : توزيعات تحويل بوست في تونس وحلق الوادي في مكاتب البرق وتسليمها إلى المستلم.
- 1 يناير 1875 : افتتاح أول وظيفة وصفة سنة كاملة في تونس.
- 1 يونيو 1878 : انضمام تونس إلى الاتحاد البريدي العالمي).
- 1 أبريل 1884 : افتتاح خدمة الادخار تونس.
- 1 يوليو 1888 : تأسيس مكتب التونسية البريد والتلغراف.
- 2 يوليو 1888 : يحيل الطابع الأول التونسي
- 11 يونيو 1892 : افتتاح مكتب البريد العام في تونس.

1895: بدء خدمة نقل البريد بالسيارة.
- 27 مايو 1918 : فتح الحسابات الجارية الخدمة البريدية في تونس.
- 28 أغسطس 1956 : إنشاء البنك التونسي المدخرات الوطنية.
- يوليو 1967 : إنشاء مركز الفرز الأولى التي تقع في شارع الجمهورية.
- مارس 1968 : إدخال الحاسب الآلي في البريد.
- 20 مارس 1980 : استخدام الرمز البريدي في تونس.
- مايو 1982 : مقدمة للخدمة السريعة هيئة البريد الممتاز في تونس.
- يناير 1984 : بناء على الميكنة البريدية المعقدة وتونس قرطاج.
- يناير 1996 : بدء البريد الجوي.
- 7 نوفمبر 1997 : طوابع على شبكة الإنترنت: www.tunisia - stamps.tn
- ديسمبر 1997 : أول المصنعة محليا الطابع التونسي "طباعة البريد التونسي.
- 2 يونيو 1998 : صدور قانون ينظم مشاركة وممارسة الأعمال البريدية.
- 15 يونيو 1998 : إنشاء وظيفة وطنية، ودعا «البريد التونسي التونسية» في شكل علني وصناعية وتجارية ذات استقلال مالي وشخصية قانونية (بدء نشاطها 1 يناير 1999).

مايو 1999 : أول مركز للتسوق طوابع التونسية.
- 22 نوفمبر 1999 : تطوير منظمة البريد والمكتب الوطني مبنية على البعد التجاري، وفتح آفاق للمديرين التنفيذيين ووكلاء، واللامركزية، وإنشاء وتعزيز الكيانات التي تنتجها.
- 27 ديسمبر 1999 : الموافقة على النظام الأساسي لموظفي القطاع الخاص للمشاركة الوطنية.
- 29 أغسطس 2000 : إطلاق الأموال الإلكترونية الأولى من Tunisenne البريد التونسي: ه -- الدينار
- 7 نوفمبر 2000 : إطلاق بوابة الإنترنت بوست / / : www.poste.tn
- يناير 2001 : تكليف مركز الاتصال من البريد التونسي 1828.

وقد فاز 31 مايو 2002 : واشنطن بوست التونسية على جائزة رئيس الجمهورية لأفضل الأعمال الاقتصادية المؤهلين من أنشطتها الثقافية والاجتماعية.
- أغسطس 2002 : شهادة الايزو 9002 نظام لضمان الجودة، هيئة البريد السريع.
- نوفمبر 2002 : إطلاق البطاقة على شبكة الإنترنت «البريد DINARPOST» لأصحاب الحسابات الجارية البريدية
- 2002 : إنشاء مدرسة للتعليم عن بعد عبر شبكة الإنترنت: www.postelearning.poste.tn
- 2003 : إطلاق خدمات جديدة على شبكة الإنترنت:

دفع الفواتير: www.fatouranet.poste.tn
نقل الرسائل العاجلة آمنة: www.webtelegram.poste.tn
الأعمال المصرفية الإلكترونية: www.ccpnet.poste.tn
2004
الحصول على شبكة هيئة البريد السريع، من شهادة مطابقة نظام إدارة الجودة وفقا لمتطلبات الأيزو 9001 : 2000
الحصول على شهادة الجودة للإدارة وظيفة على المستوى الدولي والصادرة عن الاتحاد البريدي العالمي
2005
إسناد جائزة رئيس الجمهورية التونسية في مشاركة والتقدم الاجتماعي
2006
الحصول على شهادة الأيزو 9001 لشبكة الطرود
إطلاق منتجات جديدة وفورات مرتبطة Postassurance الحياة «التأمين»
2007
بدء تشغيل منصة الرسائل القصيرة «ام بند» للعملاء من البريد التونسي
2008
إطلاق البطاقة الذكية سمارت الدينار الإلكتروني
1. (بالعربية) 1

## وصلات خارجية
- (بالفرنسية) البريد التونسي